# 500 najboljih albuma svih vremena (Rolling Stone)
500 najboljih albuma svih vremena (engl. Rolling Stone's 500 Greatest Albums of All Time) je lista američkog časopisa Rolling Stone koji je 2003. godine, prema njihovom mišljenju, objavio 500 najboljih albuma svih vremena. U izboru su sudjelovala 273 glazbenika, kritičara i izdavačke kuće.
Ova je bila lista američkog Rolling Stonea, ali sljedeće godine izlaze i liste Rolling Stone i za druge države na kojima su bili uvršteni i glazbenici iz tih država.
U studenom 2004. godine Rolling Stone objavljuje i listu 500 najboljih pjesama svih vremena.

## Američka lista

### Prvih deset albuma
1. Sgt. Pepper's Lonely Hearts Club Band, The Beatles
2. Pet Sounds, The Beach Boys
3. Revolver, The Beatles
4. Highway 61 Revisited, Bob Dylan
5. Rubber Soul, The Beatles
6. What's Going On, Marvin Gaye
7. Exile on Main St., The Rolling Stones
8. London Calling, The Clash
9. Blonde on Blonde, Bob Dylan
10. The Beatles, The Beatles

### Kritika
Izbor ovih albuma nije ostao bez protivljenja. Naročito je kritizirano:
- da se previše fokusiralo na pjesame iz 60-ih i 70-ih
- na rock glazbu je bio usmjeren fokus, dok jazz i Hip-hop kao i neki drugi rock-žanrovi poput Progressive Rocka i heavy metala, su bili skoro nezastupljeni.
- i pored toga što prvih 6 albuma dolazi iz Ujedinjenog Kraljevstva (4 od The Beatles, jedan od Rolling Stones i jedan od The Clash), američki albumi su bili uglavnom zastupljeni.
- skoro svi albumi su bili s engleskogovornog područja
- djelomično je dolazilo do kontradiktornosti oko pozicija na listama jer su recenzenti istog časopisa davali različite ocjene istom albumu u različitim vremenskim periodima (npr. Nirvanin album  Nevermind koji je bio 17. na listi, ocjenjen je prvo s tri od pet mogućih zvjezdica.)[1]

I pored svega lista je bila i ostala utjecajna. Mediji, fanovi i prodavači albuma su se stalno pozivali na ovu listu. Na kraju su i neki drugi američki kritičari izjavili da je popis pjesama zadovoljavajući i s dobrom glazbom.

### Najčešće izabrani izvođači
- The Beatles – 11 puta
- Bob Dylan i The Rolling Stones – po 10 puta
- Bruce Springsteen – 8 puta
- The Who – 7 puta
- David Bowie i Elton John – po 6 puta
- The Byrds, Led Zeppelin, Bob Marley & the Wailers, Otis Redding, U2, i Neil Young – po 5 puta

### Podjela po desetljećima
- 1950-e i prije – 29 albuma (5,8 %)
- 1960-e – 126 (25,2 %)
- 1970-e – 183 (36,6 %)
- 1980-e – 88 (17,6 %)
- 1990-e – 61 (12,2 %)
- 2000-e – 13 (2,6 %)

## Međunarodne liste

### 2007.
- Rolling Stone Brazil's Os 100 maiores discos da música brasileira
- Rolling Stone Argentina's, 100 mejores discos del rock nacional[2]
- Rolling Stone Indonesia's 150 Album Indonesia Terbaik
- Rolling Stone Japan's 100 Greatest Japanese Rock Albums

### 2008.
- Rolling Stone Chile's Los 50 mejores discos chilenos

### 2010.
- Rolling Stone France's 100 disques essentiels du rock français[3]
- Rolling Stone Spain's Los 50 mejores discos del rock español[4]
- Rolling Stone Germanys Die 50 besten deutschen Alben[5]

## Vanjske poveznice
- The RS 500 Greatest Albums of All Time.  Arhivirana inačica izvorne stranice od 1. lipnja 2012. (Wayback Machine) Internetska stranica američkog izdanja  Rolling Stone, 18. studenog 2003.
- 10 classics Rolling Stone overlooked  Arhivirana inačica izvorne stranice od 22. kolovoza 2007. (Wayback Machine), Članak Eda Masleya u Pittsburgh Post-Gazette, 30. studeni 2003.